# Mikroregion Paranaíba

Mikroregion Paranaíba

Mikroregion Paranaíba – mikroregion w brazylijskim stanie Mato Grosso do Sul należący do mezoregionu Leste de Mato Grosso do Sul.

## Gminy
- Aparecida do Taboado;
- Inocência;
- Paranaíba;
- Selvíria.